# Brunnby socken
Brunnby socken i Skåne ingick i Luggude härad, ingår sedan 1971 i Höganäs kommun och motsvarar från 2016 Brunnby distrikt.
Socknens areal är 37,66 kvadratkilometer varav 37,48 land. År 2000 fanns här 3 676 invånare. Krapperups slott, Kullens fyr, delen Nyhamnsläge av Höganäs, tätorterna Arild och Mölle, orten Lerhamn samt kyrkbyn Brunnby kyrkby med  sockenkyrkan Brunnby kyrka ligger i socknen.

## Administrativ historik
Socknen har medeltida ursprung. 
Vid kommunreformen 1862 övergick socknens ansvar för de kyrkliga frågorna till Brunnby församling och för de borgerliga frågorna bildades Brunnby landskommun. Landskommunen uppgick 1971 i Höganäs kommun.
1 januari 2016 inrättades distriktet Brunnby, med samma omfattning som församlingen hade 1999/2000.
Socknen har tillhört län, fögderier, tingslag och domsagor enligt vad som beskrivs i artikeln Luggude härad. De indelta soldaterna tillhörde Norra skånska infanteriregementet, Luggude kompani och Skånska husarregementet, Flenige skvadron, Majorns kompani.

## Geografi
Brunnby socken utgör den yttre delen av Kullahalvön och omfattar hela Kullaberg. Socknen är en odlad slättbygd i söder med kuperad skogsbygd i nordväst där Kullaberg når 188 meter över havet.

## Fornlämningar
Ett 60-tal boplatser från stenåldern är funna. Från bronsåldern finns gravhögar, stensättningar och skålgropsförekomster. Från järnåldern finns två gravfält och domarringar.

## Namnet
Namnet skrevs på 1330-talet Brunby och kommer från kyrkbyn. Förleden innehåller brunn, 'källa; brunn' syftande på den källa som ligger 200 m söder om kyrkan. Efterleden innehåller by, 'gård; by'..